# V. V. S. Laxman
Vangipurappu Venkata Sai Laxman, dit V. V. S. Laxman, est un joueur de cricket international indien né le 1er novembre 1974 à Hyderabad. Batteur au sein de l'équipe d'Hyderabad à partir de 1993, il dispute avec la sélection indienne 134 test-matchs entre 1996 et 2012, année au cours de laquelle il prend sa retraite internationale, et 86 ODI entre 1998 et 2006. Joueur au style généralement considéré comme élégant, il se montre souvent capable de sortir son équipe d'une situation difficile et réalise ses manches les plus importantes contre les meilleures équipes.

## Biographie
V. V. S. Laxman naît le 1er novembre 1974 à Hyderabad, dans l'Andhra Pradesh. Ses parents sont y tous deux médecins et, jeune, il se destine à exercer cette profession. Initié au cricket par son oncle, il s'entraîne au sein de la St John's Coaching Foundation avant d'intégrer la section des moins de 13 ans de l'équipe d'Hyderabad. À 18 ans, il est appelé à rejoindre un camp d'entraînement de la sélection nationale des moins de 19 ans et doit renoncer à se présenter aux examens qui lui auraient permis de commencer ses études de médecine. Début 1994, il affronte avec cette équipe les moins de 19 ans australiens et dispute trois « test matchs » qu'il achève avec une moyenne à la batte de 110,25.
Il participe à son premier test-match avec l'équipe d'Inde en novembre 1996, à domicile, contre l'Afrique du Sud. Entre cette fin d'année 1996 et la première partie de 1997, il dispute huit parties à ce niveau, incluant une tournée en Afrique du Sud et une autre pour affronter les Indes occidentales, dans les Caraïbes. Il y joue d'ailleurs en tant qu'ouvreur, l'un des deux premiers batteurs de la manche, un poste qui ne lui est guère familier. Cette première phase de sa carrière internationale, jusqu'en décembre 1999, lui est difficile : en 16 test-matchs, il ne marque que 626 courses à la moyenne de 24,07. Après un début difficile de tournée 1999-2000 contre l'équipe d'Australie, il réussit son premier century international au cours de sa dix-septième sélection : il marque 167 des 261 courses lors de la deuxième manche indienne au Sydney Cricket Ground, mais ne peut empêcher la défaite. Écarté deux mois plus tard à la suite d'une défaite à domicile contre l'Afrique du Sud, il bat en 1999-2000 le record de courses en une saison de Trophée Ranji, en Inde, avec 1 415 points marqués et huit centuries.
Rappelé en sélection fin 2000, il est amené à affronter l'Australie, à domicile, début 2001, dans le cadre du trophée Border-Gavaskar. Les locaux sont défaits lors du premier match de la série de trois, ce qui constitue alors la seizième victoire consécutive des hommes de Steve Waugh en test-matchs, un record du monde. Dans la deuxième rencontre, à Eden Gardens, à Calcutta, les Indiens sont encore en difficulté : après avoir concédé 445 courses dans la première manche australienne, ils en marquent 274 de moins et sont obligés d'enchaîner, c'est-à-dire d'effectuer immédiatement leur seconde manche. Laxman y réussit un score de 281 courses, record national, battant la totalité du quatrième jour de jeu en association avec Rahul Dravid, et permettent à leur équipe de prendre une avance de 383 courses avant la seconde manche australienne. Harbhajan Singh, notamment, contribue à l'élimination des Australiens pour seulement 212 courses. Laxman est élu homme du match. La victoire indienne n'est que la troisième fois, en test-match, qu'une équipe ayant enchaîné remporte la partie.
En 2003, l'Inde effectue une tournée en Australie. À l'Adelaide Oval, lors du deuxième des quatre test-matchs du trophée Border-Gavaskar, les locaux marquent 556 courses dans leur première manche. L'Inde est en difficulté avec quatre éliminés pour seulement 85 courses marquées lorsque Laxman rejoint Dravid sur le terrain et, ensemble, ajoutent 303 courses au total de leur camp, qui remporte le match quelques jours plus tard. Lors de la dernière partie de la série, il réussit un score de 178 courses au Sydney Cricket Ground, et participe à une association valant 353 courses avec Sachin Tendulkar. Dans le tournoi au format ODI entre Inde, Australie et Zimbabwe qui suit, il accumule 443 courses, dont trois centuries. Ses performances sont beaucoup moins bonnes les années qui suivent : entre le face-à-face au SCG et début 2007, sa moyenne à la batte en test-match n'est que de 33,76. Il est même un temps écarté au cours d'une série à domicile contre l'Angleterre, en 2006.
En 2007-2008, le trophée Border-Gavaskar se dispute en Australie. Laxman réussit un nouveau century au SGC, dans un match, perdu par l'Inde et marqué par la controverse. Fin 2008, il marque 200 courses en une manche au Feroz Shah Kotla de Delhi. L'année 2010 le voit réaliser plusieurs manches qui soit sauvent, soit permettent à l'Inde de gagner : il marque par exemple 143 courses contre l'Afrique du Sud à Eden Gardens, fait gagner l'Inde avec 103 courses contre le Sri Lanka, 73 dans une dernière manche contre l'Australie alors que son dos lui fait mal et que l'équipe est en difficulté, ou encore 96 courses dans la deuxième manche indienne contre l'Afrique du Sud sur le terrain défavorable aux batteurs au Kingsmead. En 2011, l'Inde perd en Angleterre une série 4-0 puis, fin 2011-2012 une autre sur le même score en Australie. La moyenne à la batte de Laxman n'y est respectivement de 22,75 et de 19,38. Mi-2012, peu avant une série à domicile contre la Nouvelle-Zélande pour laquelle il est sélectionné et qui débute dans sa ville natale, il annonce sa retraite internationale, à 37 ans, mais dit voulour continuer de jouer pour l'équipe d'Hyderabad.

## Bilan sportif

### Principales équipes
| Équipe                      | Test         | ODI          | Twenty20    |
| --------------------------- | ------------ | ------------ | ----------- |
| Inde                        | 1996 - 2012  | 1998 - 2006  |             |
| Équipe                      | First-class  | List A       | Twenty20    |
| Hyderabad (Inde)            | 1992-1993 -  | 1994-1995 -  |             |
| Lancashire (Angleterre)     | 2007 et 2009 | 2007 et 2009 | 2009        |
| Deccan Chargers (Inde)      | NC           | NC           | 2008 - 2010 |
| Otago (Nouvelle-Zélande)    | 2008-2009    |              |             |
| Kochi Tuskers Kerala (Inde) | NC           | NC           | 2011        |

### Statistiques
V. V. S. Laxman dispute 134 test-matchs avec l'Inde entre 1996 et 2012. Il y marque un total de 8 781 courses à la moyenne de 45,97 avec 17 centuries. Six d'entre eux ont été marqués contre l'équipe d'Australie, et sa moyenne à la fois en Australie et en Afrique du Sud dépasse quarante. Laxman est l'un des rares batteurs à avoir une meilleure moyenne dans la deuxième manche de son équipe que dans la première. Dans cette forme de jeu, deux stades marquent sa carrière : Eden Gardens, à Calcutta, où il totalise 1 217 courses en dix matchs à la moyenne de 110,63, et le Sydney Cricket Ground de Sydney où sa moyenne est de 78,42, avec trois centuries en quatre rencontres. Il dispute également 86 ODI entre 1998 et 2006, sans jamais participer à la Coupe du monde. Il marque six centuries dans ce format, dont quatre contre l'Australie. Les 281 points qu'il marque contre l'Australie à Eden Gardens en 2001 représentent à cette époque le meilleur score individuel en test-match pour un indien. Il est battu en 2004 lorsque Virender Sehwag marque 309 courses contre le Pakistan.

## Honneurs
- Un des cinq Wisden Cricketer of the Year de l'année 2002
- Padma Shri en 2011